# Englische Cricket-Nationalmannschaft in Südafrika in der Saison 1927/28
Die Tour der englischen Cricket-Nationalmannschaft nach Südafrika in der Saison 1927/28 fand vom 24. Dezember 1927 bis zum 8. Februar 1928 statt. Die internationale Cricket-Tour war Bestandteil der Internationalen Cricket-Saison 1927/28 und umfasste fünf Tests. Die Serie endete 2–2 unentschieden.

## Vorgeschichte
Für beide Mannschaften war es die erste Tour der Saison.
Das letzte Aufeinandertreffen der beiden Mannschaften bei einer Tour fand in der Saison 1924 in England statt.

## Stadien
Die folgenden Stadien wurden für die Tour als Austragungsort vorgesehen:
| Stadion                    | Stadt        | Kapazität | Spiele       |
| -------------------------- | ------------ | --------- | ------------ |
| Sahara Stadium Kingsmead   | Durban       | 25.000    | 3. & 5. Test |
| Old Wanderers No. 1 Ground | Johannesburg |           | 1. & 4. Test |
| Newlands Cricket Ground    | Kapstadt     | 25.000    | 2. Test      |

## Kaderlisten
Die Mannschaften benannten die folgenden Kader:
| Test | Test |
| Südafrika | England |
| --- | --- |
| - Nummy Deane (K) - George Bissett - Jock Cameron (wk) - Bob Catterall - Shunter Coen - Mick Commaille - Jacobus Duminy - Alf Hall - Denys Morkel - John Nicolson - Buster Nupen - Arthur Ochse - Archibald Palm - Henry Promnitz - Jack Siedle - Herbie Taylor - Cyril Vincent | - Rony Stanyforth (K, wk) - Greville Stevens (VK) - Ewart Astill - Eddie Dawson - Harry Elliott (wk) - Tich Freeman - George Geary - Wally Hammond - Percy Holmes - Geoffrey Legge - Ian Peebles - Sam Staples - Herbert Sutcliffe - Ernest Tyldesley - Bob Wyatt |

## Tests

### Erster Test in Johannesburg
| 24. – 27. Dezember Scorecard | Johannesburg | Südafrika 196 (78.3) & 170 (69.2) | – | England 313 (137.3) & 57-0 (21) |
|                              |              | England gewinnt mit 10 Wickets    |   |                                 |

Südafrika gewann den Münzwurf und entschied sich als Schlagmannschaft zu beginnen.

### Zweiter Test in Kapstadt
| 31. Dezember – 4. Januar Scorecard | Kapstadt | England 133 (59.1) & 428 (158.5) | – | Südafrika 250 (101) & 224 (101.1) |
|                                    |          | England gewinnt mit 87 Runs      |   |                                   |

Südafrika gewann den Münzwurf und entschied sich als Feldmannschaft zu beginnen.

### Dritter Test in Durban
| 21. – 25. Januar Scorecard | Durban | Südafrika 246 (104.3) & 464-8d (157) | – | England 430 (139.3) & 132-2 (42.2) |
|                            |        | Remis                                |   |                                    |

Südafrika gewann den Münzwurf und entschied sich als Schlagmannschaft zu beginnen.

### Vierter Test in Johannesburg
| 28. Januar – 1. Februar Scorecard | Johannesburg | England 265 (125.4) & 215 (72)  | – | Südafrika 328 (92.3) & 156-6 (49.2) |
|                                   |              | Südafrika gewinnt mit 4 Wickets |   |                                     |

Südafrika gewann den Münzwurf und entschied sich als Feldmannschaft zu beginnen.

### Fünfter Test in Durban
| 4. – 8. Februar Scorecard | Durban | England 282 (102.5) & 118 (55)  | – | Südafrika 332-7d (113) & 69-2 (23.3) |
|                           |        | Südafrika gewinnt mit 8 Wickets |   |                                      |

Südafrika gewann den Münzwurf und entschied sich als Feldmannschaft zu beginnen.